# 美麗穗瓣杜父魚
美麗穗瓣杜父魚，為輻鰭魚綱鮋形目杜父魚亞目杜父魚科的其中一種。分布於西北太平洋區日本北海道外海，屬底棲性魚類，體長可達8.8公分，生活習性不明。